# Leptophis mexicanus
Leptophis mexicanus är en ormart som beskrevs av Duméril, Bibron och Duméril 1854. Leptophis mexicanus ingår i släktet Leptophis och familjen snokar.
Arten förekommer från östra Mexiko till norra Costa Rica. Den lever i låglandet och i bergstrakter upp till 1700 meter över havet. Individerna vistas i tropiska skogar som kan vara fuktiga eller torra. Leptophis mexicanus hittas ofta nära vattendrag och den besöker även jordbruksmark. Honor lägger ägg.
För beståndet är inga hot kända och hela populationen anses vara stabil. IUCN listar arten som livskraftig (LC).

## Underarter
Arten delas in i följande underarter:
- L. m. mexicanus
- L. m. hoeversi
- L. m. septentrionalis
- L. m. yucatanensis